# The Cellar Door Sessions 1970
The Cellar Door Sessions 1970 – 6-dyskowy album Milesa Davisa nagrany w klubie The Cellar Door w Waszyngtonie w grudniu 1970 i wydany w 2005 r.

## Historia i charakter albumu
Pod koniec 1968 r., w związku z wielką popularnością koncertowych albumów rockowych, firma Columbia rozpoczęła nagrywać tyle koncertów jej wykonawców, ile to było tylko możliwe. Dotyczyło to także, a może i przede wszystkim, Milesa Davisa. Zostały nagrane m.in. jego koncerty w obu salach Fillmore – w Nowym Jorku i San Francisco. Zostały one wydane w 33 lata później jako Live at the Fillmore East, March 7, 1970: It’s About that Time. Jednak pierwsze oficjalne wydanie koncertowych nagrań zespołu Davisa z 1970 r., to 2-płytowy album analogowy Miles at Fillmore. Nagrania te zostały poddane montażowi, aby zmieściły się na płytach.
Jesienią 1970 r. Davis zmienił skład swojego zespołu. Basista Dave Holland został zastąpiony przez Michaela Hendersona. Odszedł pianista Chick Corea i saksofonista Steve Grossman. Gary Bartz został nowym saksofonistą (grał on już z Davisem na festiwalu na wyspie Wight latem tego roku), a Keith Jarrett musiał teraz grać zarówno na organach jak i pianinie elektrycznym. Wirtuoz instrumentów perkusyjnych Airto Moreira, także już grał na Isle of Wight.
Davis był tak zachwycony nowym zespołem, że zadzwonił do Columbii, aby dokonała nagrań tej grupy w klubie The Cellar Door tuż przez świętami Bożego Narodzenia. Musiało to się wydarzyć w ostatniej chwili, bowiem Teo Macero nie zdążył dojechać na pierwszy – środowy – koncert, i został on nagrany przez Stana Tonkela.
Spóźniony dotarł na sobotni koncert John McLaughlin, który nadrobił to niesłychaną intensywnością gry
Ten zespół Davisa okazał się być prawdziwym zespołem jamowym. To było przyczyną tego, że muzyk zdecydował się właśnie na nagranie koncertowe, a nie studyjne. Do studia ostatecznie Davis wszedł dopiero w czerwcu 1972 r., aby nagrać album On the Corner.

## Muzycy
Kwintet (dysk 1), sekstet (dyski 2–4), septet (dyski 5, 6)
- Miles Davis – trąbka
- Gary Bartz – saksofon sopranowy i saksofon altowy
- Keith Jarrett – elektryczne pianino Fender Rhodes i elektryczne organy Fender
- Michael Henderson – gitara basowa
- Jack DeJohnette – perkusja
- Airto Moreira – instrumenty perkusyjne (dyski 2–6)
- John McLaughlin – gitara (dyski 5 i 6)

## Spis utworów
Dysk 1 (kwintet), środa 16 grudnia, pierwszy zestaw
| 1. | Directions (Joseph Zawinul)       | 8:55  |
|    |                                   |       |
| 2. | Yesternow                         | 17:05 |
|    |                                   |       |
| 3. | What I Say                        | 13:10 |
|    |                                   |       |
| 4. | Improvisation # 1 (Keith Jarrett) | 4:29  |
|    |                                   |       |
| 5. | Inamorata                         | 14:00 |
|    |                                   |       |
|    |                                   | 57:39 |
|    |                                   |       |
Czas – 56:99
Dysk 2 (sekstet), czwartek 17 grudnia, drugi zestaw
| 1. | What I Say                        | 13:33   |
|    |                                   |         |
| 2. | Honky Tonk                        | 20:00   |
|    |                                   |         |
| 3. | It's About That Time              | 14:41   |
|    |                                   |         |
| 4. | Improvisation # 2 (Keith Jarrett) | 6:39    |
|    |                                   |         |
| 5. | Inamorata                         | 14:33   |
|    |                                   |         |
| 6. | Sanctuary (Wayne Shorter)         | 00:30   |
|    |                                   |         |
|    |                                   | 1:09:56 |
|    |                                   |         |
Czas – 68:76
Dysk 3 (sekstet), piątek 18 grudnia, drugi zestaw
| 1. | Directions (Zawinul) | 13:11 |
|    |                      |       |
| 2. | Honky Tonk           | 18:32 |
|    |                      |       |
| 3. | What I Say           | 15:09 |
|    |                      |       |
|    |                      | 46:52 |
|    |                      |       |
Czas – 46:52
Dysk 4 (sekstet), piątek 18 grudnia, trzeci zestaw
| 1. | Directions (Zawinul)        | 11:53   |
|    |                             |         |
| 2. | Honky Tonk                  | 17:01   |
|    |                             |         |
| 3. | What I Say                  | 14:12   |
|    |                             |         |
| 4. | Sanctuary (Shorter)         | 2:04    |
|    |                             |         |
| 5. | Improvisation # 3 (Jarrett) | 5:05    |
|    |                             |         |
| 6. | Inamorata                   | 15:14   |
|    |                             |         |
|    |                             | 1:05:29 |
|    |                             |         |
Czas – 64:89
Dysk 5 (septet), sobota 19 grudnia, drugi zestaw
| 1. | Directions (Zawinul) | 15:09 |
|    |                      |       |
| 2. | Honky Tonk           | 20:49 |
|    |                      |       |
| 3. | What I Say           | 21:31 |
|    |                      |       |
|    |                      | 57:29 |
|    |                      |       |
Czas – 56:89
Dysk 6 (septet), sobota 19 grudnia, trzeci zestaw
| 1. | Directions (Zawinul)        | 19:05 |
|    |                             |       |
| 2. | Improvisation # 4 (Jarrett) | 5:04  |
|    |                             |       |
| 3. | Inamorata                   | 18:28 |
|    |                             |       |
| 4. | Sanctuary (Shorter)         | 2:13  |
|    |                             |       |
| 5. | It's About That Time        | 7:49  |
|    |                             |       |
|    |                             | 52:39 |
|    |                             |       |
Czas – 51:99

## Opis płyty
- Producent – Teo Macero (oryginalne nagrania – CD 2–6)
- Producent – Stan Tonkel (oryginalne nagranie – CD 1)
- Miejsce nagrania – The Cellar Door, Waszyngton, USA
- Data nagrania – 16 grudnia – 19 grudnia 1970 r.
- Inżynier nagrywający – Stan Tonkel
- Remiksowanie – Jim Anderson
- Studio – Sony Music Studios, Nowy Jork
- Mastering – Mark Wilder i Seth Foster
- Studio – Sony Music Studios, Nowy Jork
- Skompilowanie zestawu pudełkowego – Adam Holzman i Bob Belden
- Kierownictwo "Miles Davis Series" – Steve Berkowitz i Seth Rothstein
- Koordynator A & R – Stacey Boyle
- Kierownictwo artystyczne – Howard Fritzson, Seth Rothstein i Dan Ichimoto
- Projekt – Dan Ichimoto
- Czas trwania – 346:04
- Firma nagraniowa – Columbia/Legacy
- Numer katalogowy – C6K 93614